# Anna Černěnková
Anna Dmitrijevna Černěnko (roz. Lyubimova, rusky Анна Черненко, 3. září 1913 – 25. prosince 2010) byla sovětská technička traktorů, kulturní pracovnice a manželka generálního tajemníka KSSS Konstantina Černěnka.

## Životopis
Anna Dmitrijevna Lyubimova se narodila do negramotné rodiny. Ve 30. letech 20. století se přidala k Pionýru a Komsomolu. Získala vzdělání jako technička traktorů.
Konstantina Černěnka si vzala v roce 1944 a pár měl tři děti: syna a dvě dcery. Působila jako ředitelka Univerzity kultury. Kromě toho téměř třicet let pracovala pro moskevské kulturní organizace, zejména v domě na Kutuzovském prospektu. Anna však později opustila profesionální život kvůli námitce své švagrové, která trvala na tom, že by se měla soustředit na rodinu.
Annin manžel, Konstantin Černěnko, sloužil jako hlava Sovětského svazu od 11. dubna 1984 do 10. března 1985. Údajně protestovala proti zvolení svého manžela předsedou strany v roce 1984 a řekla, že „jeho zdraví by nikdy nevydrželo takový nápor.“ Když byla v jejich ložnici po jmenování Černěnka instalována červená linka, byla držena na její straně postele. Odpovídala na hovory a většinou ho odmítala vzbudit. Během tohoto období byla také patronkou sovětských filmů.
Anna byla popisována jako skromná, laskavá, plachá a odvážná žena. Nebyla veřejnou osobou stejně jako ostatní manželky sovětských vůdců a byla se svým manželem viděna jen málo, například v parlamentních volbách v březnu 1984 a později na pohřbu jejího manžela v březnu 1985.
Zemřela 25. prosince 2010.